# 해리 몬티
해리 몬티(Harry Monty, 1904년 4월 15일 ~ 1999년 12월 28일)는 미국의 배우, 텔레비전 배우, 스턴트 배우이다.
댈러스에서 태어났으며 베벌리힐스에서 사망하였다.

## 영화
- 빠삐용 (1973년)
- 헬로 돌리 (1969년)
- 혹성탈출 (1968년)
- 우주가족 로빈슨 (1965년)
- 전격 후린트 고고작전 (1965년)
- 미스티어리어스 아일랜드 (1961년)
- 코트 제스터 (1956년)
- 화성에서 온 침입자 (1953년)
- 조지 화이트의 스캔달 (1945년)